# هومئومورفیسم

تغییرشکل پیوسته میان یک فنجان قهوه و پیراشکی (چنبره) که نشان می‌دهد با هم همسان‌ریخت هستند. اما حتماً لازم نیست میان دو فضای توپولوژیکی یک نگاشت پیوسته وجود داشته باشد تا با هم همسان‌ریخت باشند.

هومئومورفیسم (به انگلیسی: Homeomorphism) (برای آن معادل هایی چون همسان‌ریختی هم پیشنهاد شده)، در توپولوژی، یک‌ریختی (ایزومورفیسم) ویژه‌ای میان فضاهای توپولوژیکی است که خواص توپولوژیکی را حفظ می‌کند.
دو فضا با یک همسان‌ریختی میان آن‌ها، همسان‌ریخت نامیده و از دیدگاه توپولوژیکی، یکسان در نظر گرفته می‌شوند. به سخن دیگر، یک فضای توپولوژیکی، یک شیء هندسی است و همسان‌ریختی نیز خم‌کردن و کشیدن پیوسته شیء و تبدیل آن به یک شیء جدید است.
بنابراین، یک مربع و یک دایره همسان‌ریخت هستند؛ اما یک مربع و یک چنبره، با هم همسان‌ریخت نیستند. اغلب به‌شوخی گفته می‌شود که توپولوژیست‌ها نمی‌توانند فنجان قهوه خود را از پیراشکی تشخیص دهند؛ چرا که یک پیراشکی را می‌توان به‌گونه‌ای پیوسته تغییر شکل داد تا به شکل یک فنجان قهوه تبدیل شود.
به‌طور شهودی، می‌توان گفت که یک همسان‌ریختی، نقاط شیء نخست را که به یکدیگر نزدیک هستند، به نقاطی از شیء دوم می‌نگارد که به یکدیگر نزدیک هستند، و نقاطی در شیء اول را که به یکدیگر نزدیک نیستند، به نقاطی در شیء دوم می‌نگارد که به یکدیگر نزدیک نیستند. توپولوژی مطالعه خواصی از اشیاء است که با به‌کار بردن همسان‌ریختی‌ها، تغییر نمی‌کنند. 

## تعریف
نگاشت {\displaystyle f} میان دو فضای توپولوژیکی {\displaystyle X} و {\displaystyle Y} یک همسان‌ریختی نامیده می‌شود، اگر دارای خواص زیر باشد: 
۱. {\displaystyle f} دوسویه باشد (یک به یک و پوشا)؛
۲. {\displaystyle f} پیوسته باشد؛
۳. نگاشت وارون، {\displaystyle f^{-1}}، پیوسته باشد ({\displaystyle f} یک نگاشت باز باشد).
اگر چنین نگاشتی وجود داشته باشد، آن‌گاه {\displaystyle X} و {\displaystyle Y} همسان‌ریخت هستند. خودهمسان‌ریختی، یک همسان‌ریختی میان یک فضای توپولوژیکی و خودش است. همسان‌ریختی‌ها روی کلاس تمام فضاهای توپولوژیکی، یک رابطه هم‌ارزی تشکیل می‌دهند. کلاس‌های هم‌ارزی حاصل، رده‌های همسان‌ریختی نامیده می‌شوند.

## خواص
دو فضای همسان‌ریختی، خواص توپولوژیکی مشترک دارند. برای نمونه، اگر یکی از آن‌ها فشرده باشد، دیگری نیز فشرده است؛ اگر یکی از آن‌ها هم‌بند باشد، دیگری نیز هم‌بند است؛ اگر یکی از آن‌ها هاوسدورف باشد، دیگری نیز هاوسدورف است؛ گروه‌های همولوژی آن‌ها نیز یکسان است. اما باید دانست که این امر را نمی‌توان در مورد خواصی بیان کرد که از طریق یک متریک تعریف شده باشند؛ زیرا فضاهای متریکی وجود دارند که با وجود این که یکی از آن‌ها کامل است و دیگری کامل نیست، هم‌چنان همسان‌ریخت هستند. 
یک همسان‌ریختی به‌طور هم‌زمان هم یک نگاشت باز است و هم یک نگاشت بسته؛ به این معنی که مجموعه‌های باز را به مجموعه‌های باز و مجموعه‌های بسته را به مجموعه‌های بسته می‌نگارد.